# Championnat de Bolivie de football 1979
Navigation
Saison précédente Saison suivante
La saison 1979 du Championnat de Bolivie de football est la cinquième édition du championnat de première division en Bolivie. Les quinze meilleures formations du pays disputent le championnat, organisé en quatre phases :
- la première phase voit les quinze équipes réparties en deux poules, où les clubs rencontrent deux fois leurs adversaires, à domicile et à l'extérieur. Les cinq premiers de chaque poule accèdent à la deuxième phase.
- lors de la deuxième phase, les dix clubs sont à nouveau répartis en deux poules, où les clubs rencontrent deux fois leurs adversaires, à domicile et à l'extérieur. Les deux premiers de chaque poule accèdent à la troisième phase.
- la troisième phase prend la forme d'une poule unique où les quatre qualifiés, rejoints par deux équipes invitées, sont réparties en deux poules et rencontrent deux fois leurs adversaires. Les deux premiers se qualifient pour la phase finale nationale.
- la phase finale est jouée sous forme de matchs à élimination directe en matchs aller-retour (demi-finales et finale).

En fin de saison, la moins bonne équipe de première phase est reléguée en Primera B, afin de faire passer le championnat de 16 à 14 clubs en deux saisons.
C'est le club d'Oriente Petrolero qui remporte la compétition après avoir battu en finale The Strongest La Paz. C'est le tout premier titre de champion de l'histoire du club. 

## Qualifications continentales
Le vainqueur du championnat et le finaliste se qualifient pour la phase de groupes de la Copa Libertadores 1980.

## Les clubs participants
| - Jorge Wilstermann Cochabamba - Deportivo Municipal La Paz - Aurora Cochabamba - San José Oruro - Oriente Petrolero - Bolivar La Paz - Real Santa Cruz - Independiente Unificada Potosi | - Club Always Ready - Club Deportivo Guabirá - Club Blooming - The Strongest La Paz - Petrolero Cochabamba - Stormers Sucre - Bata Cochabamba |

## Compétition
Le barème utilisé pour établir l'ensemble des classements est le suivant :
- Victoire : 2 points
- Match nul : 1 point
- Défaite : 0 point

### Première phase
| Rang | Équipe                         | Pts | J  | G | N | P  | Bp | Bc | Diff |
| ---- | ------------------------------ | --- | -- | - | - | -- | -- | -- | ---- |
| 1    | Oriente Petrolero              | 21  | 16 | 9 | 3 | 4  | 28 | 20 | +8   |
| 2    | Bolivar La PazT                | 18  | 16 | 8 | 2 | 6  | 36 | 23 | +13  |
| 3    | Petrolero Cochabamba           | 18  | 16 | 7 | 4 | 5  | 31 | 20 | +11  |
| 4    | Independiente Unificada Potosi | 18  | 16 | 7 | 4 | 5  | 20 | 24 | -4   |
| 5    | Real Santa Cruz                | 15  | 16 | 6 | 3 | 7  | 27 | 28 | -1   |
| 6    | Jorge Wilstermann Cochabamba   | 14  | 16 | 4 | 6 | 6  | 20 | 24 | -4   |
| 7    | San José Oruro                 | 11  | 16 | 5 | 1 | 10 | 23 | 42 | -19  |
| 8    | Club Always Ready              | 9   | 16 | 4 | 1 | 11 | 27 | 40 | -13  |

| Rang | Équipe                     | Pts | J  | G | N | P | Bp | Bc | Diff |
| ---- | -------------------------- | --- | -- | - | - | - | -- | -- | ---- |
| 1    | Club Blooming              | 20  | 14 | 9 | 2 | 3 | 31 | 27 | +4   |
| 2    | The Strongest La Paz       | 19  | 14 | 9 | 1 | 4 | 31 | 16 | +15  |
| 3    | Deportivo Municipal La Paz | 16  | 14 | 7 | 2 | 5 | 39 | 30 | +9   |
| 4    | Club Deportivo Guabirá     | 15  | 14 | 6 | 3 | 5 | 30 | 25 | +5   |
| 5    | Bata Cochabamba            | 13  | 14 | 5 | 3 | 6 | 23 | 17 | +6   |
| 6    | Stormers Sucre             | 10  | 14 | 4 | 2 | 8 | 14 | 41 | -27  |
| 7    | Aurora Cochabamba          | 9   | 14 | 3 | 3 | 8 | 16 | 21 | -5   |

### Deuxième phase
| Rang | Équipe                 | Pts | J | G | N | P | Bp | Bc | Diff |
| ---- | ---------------------- | --- | - | - | - | - | -- | -- | ---- |
| 1    | The Strongest La Paz   | 14  | 8 | 6 | 1 | 1 | 24 | 5  | +19  |
| 2    | Oriente Petrolero      | 13  | 8 | 5 | 1 | 2 | 13 | 12 | +1   |
| 3    | Petrolero Cochabamba   | 10  | 8 | 4 | 1 | 3 | 12 | 9  | +3   |
| 4    | Club Deportivo Guabirá | 4   | 8 | 2 | 0 | 6 | 6  | 14 | -8   |
| 5    | Bata Cochabamba        | 3   | 8 | 1 | 1 | 6 | 8  | 19 | -11  |

| Rang | Équipe                         | Pts | J | G | N | P | Bp | Bc | Diff |
| ---- | ------------------------------ | --- | - | - | - | - | -- | -- | ---- |
| 1    | Bolivar La PazT                | 10  | 8 | 4 | 1 | 3 | 21 | 11 | +10  |
| 2    | Club Blooming                  | 10  | 8 | 4 | 0 | 4 | 19 | 19 | 0    |
| 3    | Independiente Unificada Potosi | 9   | 8 | 4 | 1 | 3 | 18 | 19 | -1   |
| 4    | Deportivo Municipal La Paz     | 9   | 8 | 3 | 2 | 3 | 16 | 19 | -3   |
| 5    | Real Santa Cruz                | 6   | 8 | 3 | 0 | 5 | 12 | 19 | -7   |

### Troisième phase
- Deux équipes, Ferroviario La Paz et 31 de Octubre La Paz rejoignent les quatre clubs qualifiés.

| Rang | Équipe             | Pts | J | G | N | P | Bp | Bc | Diff |
| ---- | ------------------ | --- | - | - | - | - | -- | -- | ---- |
| 1    | Club Blooming      | 6   | 4 | 3 | 0 | 1 | 11 | 3  | +8   |
| 2    | Bolivar La PazT    | 5   | 4 | 2 | 1 | 1 | 6  | 3  | +3   |
| 3    | Ferroviario La Paz | 1   | 4 | 0 | 1 | 3 | 2  | 13 | -11  |

| Rang | Équipe               | Pts | J | G | N | P | Bp | Bc | Diff |
| ---- | -------------------- | --- | - | - | - | - | -- | -- | ---- |
| 1    | The Strongest La Paz | 6   | 4 | 2 | 2 | 0 | 8  | 2  | +6   |
| 2    | Oriente Petrolero    | 5   | 4 | 1 | 3 | 0 | 5  | 3  | +2   |
| 3    | 31 de Octubre La Paz | 1   | 4 | 0 | 1 | 3 | 1  | 9  | -8   |

### Phase finale

#### Demi-finales
| Équipe 1             | Résultat | Équipe 2       | Aller | Retour | Appui |
| -------------------- | -------- | -------------- | ----- | ------ | ----- |
| Oriente Petrolero    | 7 - 5    | Club Blooming  | 4 - 2 | 1 - 2  | 2 - 1 |
| The Strongest La Paz | 5 - 3    | Bolivar La Paz | 1 - 1 | 1 - 1  | 3 - 1 |

#### Finale
| Équipe 1             | Résultat | Équipe 2          | Aller | Retour | Appui |
| -------------------- | -------- | ----------------- | ----- | ------ | ----- |
| The Strongest La Paz | 3 - 4    | Oriente Petrolero | 2 - 0 | 0 - 2  | 1 - 2 |

## Bilan de la saison
| Championnat de Bolivie de football 1979 |                               |
| Champion                                | Oriente Petrolero (1er titre) |
| Qualifications continentales            |                               |
| Copa Libertadores 1980                  | Oriente Petrolero             |
| Copa Libertadores 1980                  | The Strongest La Paz          |
| Promotions et relégations               |                               |
| Promus en Primera División              | Aucun                         |
| Relégués en Segunda División            | Bata Cochabamba               |